# Давід ван Роєн
Давід ван Роєн (нід. David van Royen; 1727–1799) — нідерландський ботанік. Ректор Лейденського університету в 1763–1764 роках, директор Лейденського ботанічного саду.

## Біографія
Давід ван Роєн народився 30 грудня 1727 року в Лейдені, у родині Давіда ван Роєна (1699–1764), брата ботаніка Адріана ван Роєна, та Катаріни ван дер Берг. Його батько, Давід ван Роєн-старший, був у 1725–1753 роках секретарем Коледжу кураторів при Лейденському університеті.
Навчався в Лейденському університеті, 24 серпня 1752 року захистив дисертацію і отримав ступінь доктора медицини. 22 квітня 1754 року, після того, як його дядько, Адріан ван Роєн залишив посаду професора ботаніки, очолив відповідну кафедру та одночасно — Лейденський ботанічний сад. 1756 року ван Роєну офіційно надали звання професора.
21 серпня 1759 року Давід ван Роєн одружився у Делфті з Барбарою ван дер Бурх (17 грудня 1724 — 12 квітня 1768). Дітей подружжя не мало.
6 грудня 1759 року Давід ван Роєн був обраний членом Лондонського королівського товариства. У 1763 році обраний на посаду ректора Лейденського університету.
1 червня 1786 року він пішов у відставку, на посаді професора ботаніки його замінив Себальд Юстінус Брюгманс.
Помер у Лейдені 29 квітня 1799 року (за іншими даними — 30 квітня).

## Деякі наукові праці
- Specimen medicum inaugurale de intestinis crassis multorum malorum caussa et sede, quod… pro gradu doctoratus summisque in medicina honoribus… eruditorum examini submittit David Van Royen,… ad diem 24. augusti 1752…(Лейден, 1752)
- Oratio de hortis publicis: praestantissimus scientiae botanicae adminiculis, habita XIV. Junii MDCCLIV. quum ordinariam botanices professionem in Batava, quae Leidae est, Academia auspicaretur (Лейден, 1754)
- Novae plantae Schwenckia dictae a celeb. C. Linnæo = Korte beschryving en afbeelding van een nieuw gewas en deszelfs kenteekens genaamt Schwenckia by den hooggeleerden heer C. Linnæus. (Лейден, 1766)